# Matthias Wahls
Matthias Wahls (nascut el 25 de gener de 1968), és un jugador d'escacs alemany, que té el títol de Gran Mestre des de 1989.
Tot i que roman inactiu des de 2006, a la llista d'Elo de la FIDE de l'agost de 2021, hi tenia un Elo de 2543 punts, cosa que en feia el jugador número 28 d'Alemanya. El seu màxim Elo va ser de 2580 punts, a la llista de juliol de 2001 (posició 154 al rànquing mundial).

## Resultats destacats en competició
El 1989 guanyà el Campionat Obert del Festival d'escacs de Biel.
Wahls ha estat dos cops Campió d'Alemanya, els anys 1996 (superant Stefan Kindermann) i 1997 (superant Christopher Lutz). Fou també subcampió en una ocasió, el 1994, a Binz, rere Peter Enders.